# Flagelliphantes sterneri
Flagelliphantes sterneri är en spindelart som först beskrevs av Kirill Yeskov och Yuri M. Marusik 1994.  Flagelliphantes sterneri ingår i släktet Flagelliphantes och familjen täckvävarspindlar. Inga underarter finns listade i Catalogue of Life.